# Palais Panciatichi
 (mai 2023).
Le Palazzo Panciatichi est un palais Renaissance situé sur la Via Cavour à Florence. Il abrite le siège de la Région Toscane. Un autre palais Panciatichi-Ximenes se trouve à Florence, au 68 Borgo Pinti, à l'angle de la via Giusti.

## Histoire
Une grande demeure a été construite à cet emplacement par Agnolo di Ghezzo della Casa à la fin du XIVe siècle. Les fouilles sur le site ont localisé les vestiges d'un pont du XIe siècle sur l'ancienne rivière Mugnone. En 1618, la propriété est achetée par Capponi, puis en 1621, par le riche marchand Bandino Niccolò Panciatichi, qui commande deux terrasses et déplace le portail.
En 1696, le cardinal Bandino Panciatichi, vivant à Rome, chargea Carlo Rainaldi et Francesco Fontana de concevoir une restructuration. Les travaux ont été confiés à Antonio Maria Ferri et Paolo Falconieri, qui ont achevé l'intérieur en 1697. En 1741, certaines salles ont été peintes par Giovanni Domenico Ferretti, Vincenzo Meucci et Pietro Anderlini, d'autres pièces ont été décorées en 1750 par Niccolò Agostino Veracini et Vincenzo Torrigiani. Entre 1742-1757, le palais a été de nouveau agrandi par Giulio Mannaioni. Vers le milieu du XIXe siècle, les descendants des Panciatichi s'installèrent dans un palais à Borgo Pinti et transformèrent les pièces du palais en appartements.
En 1910, la propriété est vendue à Cattolica Assicurazioni, puis à l'Institut National des Assurances (Istituto Nazionale di Assicurazione). Loué en partie en 1960 à l'Académie, le complexe devait abriter plus tard le conseil régional de Toscane, qui y a toujours son siège. À cette fin, le bâtiment a été remodelé par Franco Bonaiuti entre 1972 et 1973. Le palais est maintenant relié au Palazzo Capponi Covoni adjacent.
Dans un coin se trouve un édicule avec une Vierge à l'Enfant de Desiderio da Settignano (original au Musée National du Bargello). À d'autres angles se trouvent les armoiries des Panciatichi.

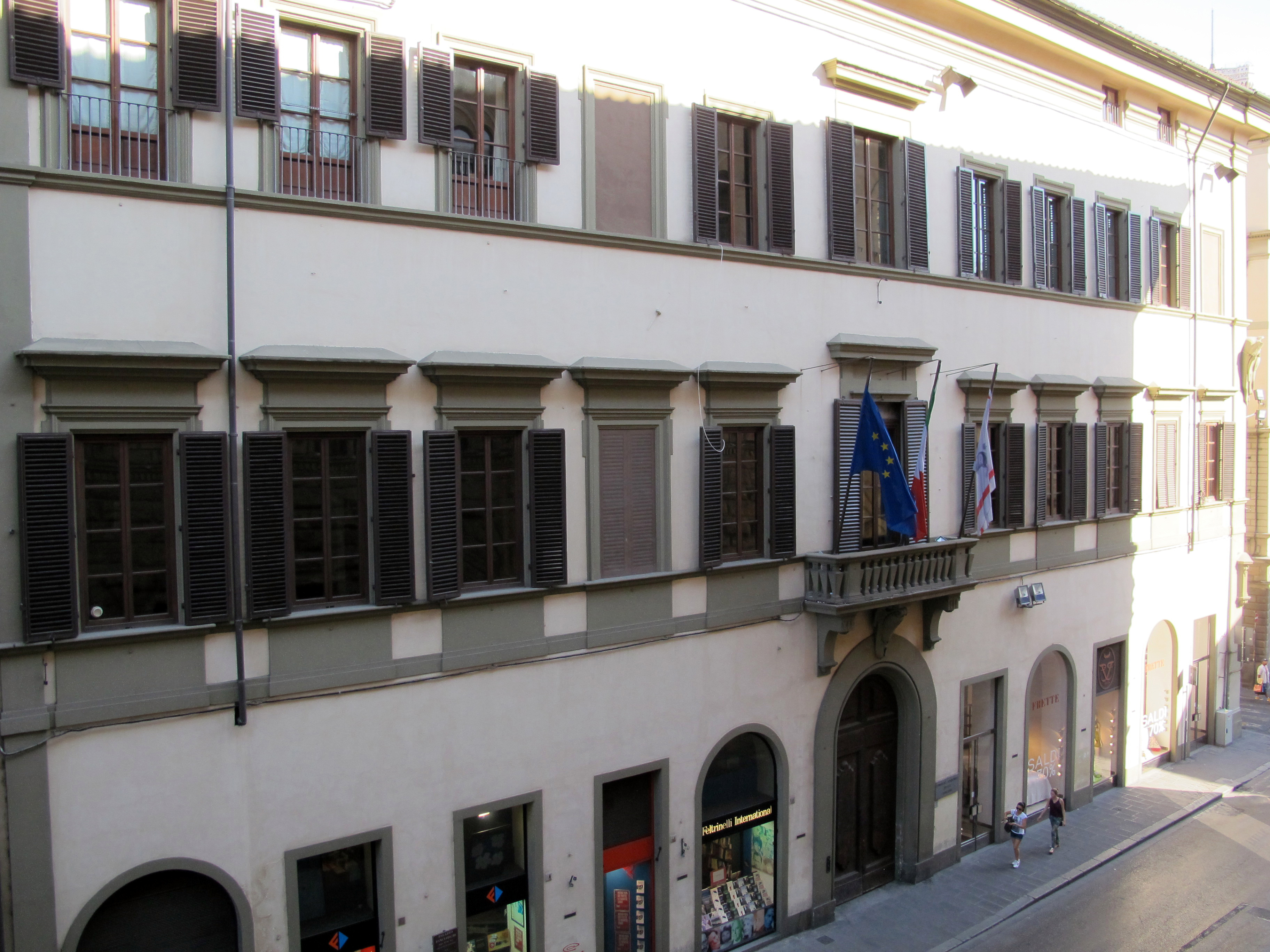
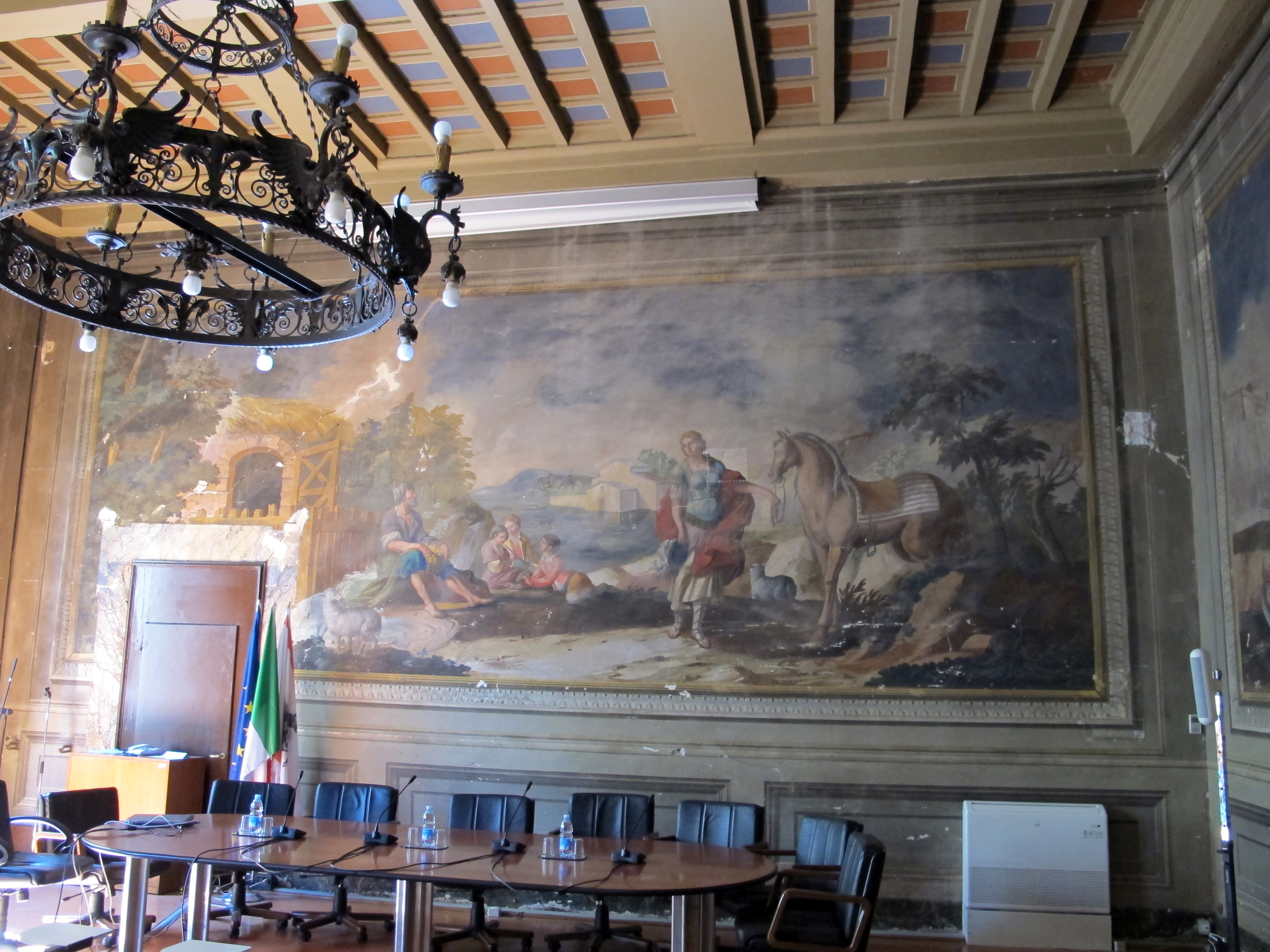
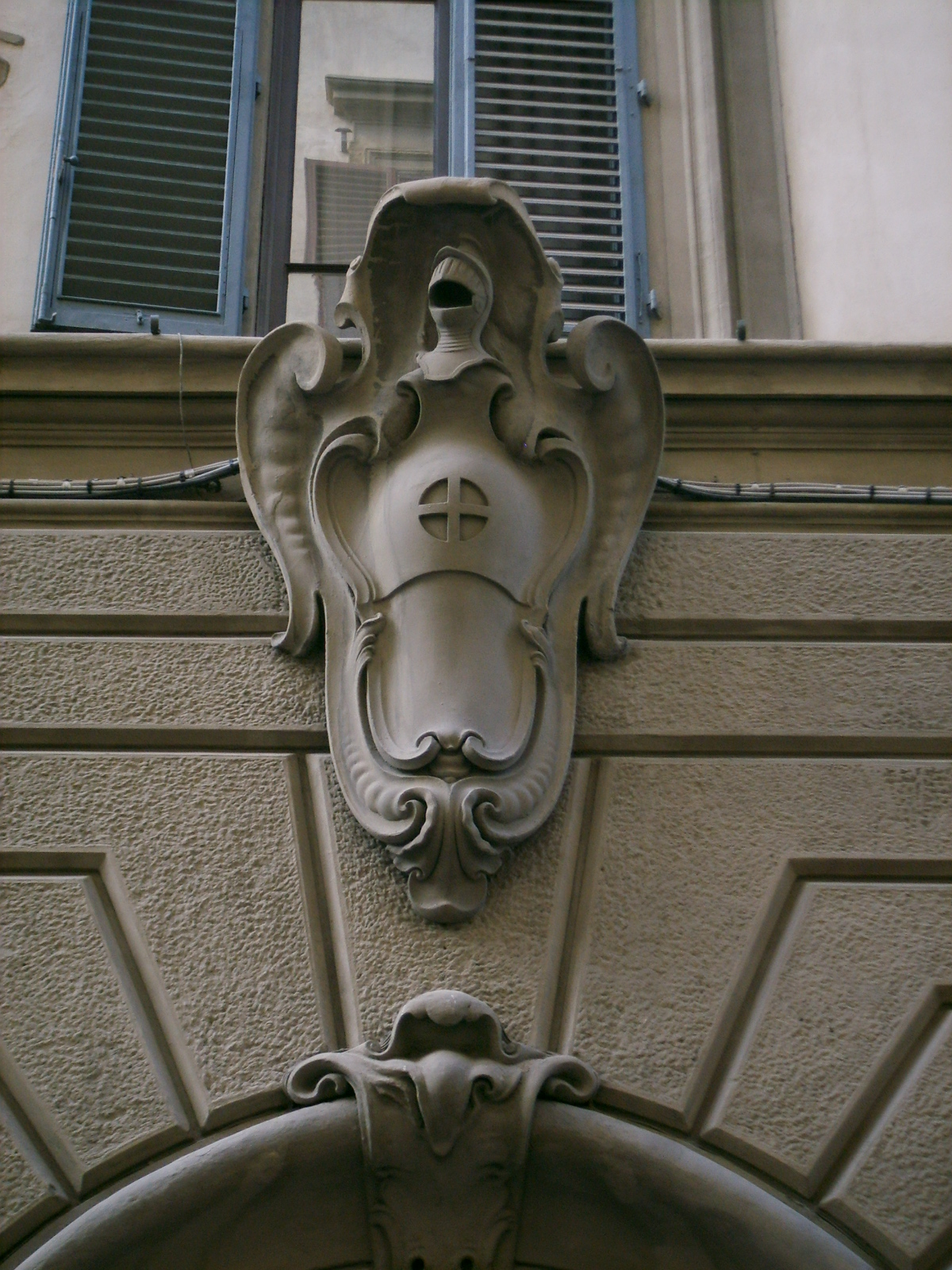